# Richard Duckett
Richard Louis Duckett (30 de janeiro de 1885 — 19 de julho de 1972) foi um jogador de lacrosse canadense. Dixon fez parte da equipe canadense que conquistou a medalha de ouro nos Jogos Olímpicos de Verão de 1908 em Londres.